# 有品位地吃吧
《有品味地吃吧》（韓語：폼나게 먹자，英語：或Eat with Class）為2018年SBS與SBS funE推出的綜藝節目，由《英雄豪傑》閔善洪PD執導，而由李敬揆、金相中、蔡琳、LOCO等人共同主持，節目主軸為尋找乏人問津的傳統食材，並與知名廚師們共同料理，尋找更多傳統食材製作料理的可能性。

## 特別嘉賓
- 金振英（食材專家）
- 黃恩靜研究員（國立水產科學院海藻類研究中心，第五集出演）
- 柳賢秀廚師（第一集用濕性韓牛做牛肉餃子給成員品嘗，第一、六集出演）

## [6]各集內容
| 集數 | 播放日期       | 嘉賓                       | 食材                               | 內容 | 料理廚師 |
| ---- | -------------- | -------------------------- | ---------------------------------- | --- | -------- |
| 1    | 2018年9月7日   | IU                         | 濕式熟成韓牛 發酵泡菜 六瓣蒜       | 公開 李敬揆、金相中、蔡琳、LOCO的個人飲食生活。 品嘗濕式熟成韓牛。 探尋發酵泡菜製作過程。 品嘗由廚師使用發酵泡菜，搭配六瓣蒜製作的料理。                                                                      | 李元日   |
| 2    | 2018年9月14日  | IU                         | 紅豆醬 紅豆清鞠醬 蓮葉酒           | 探尋紅豆醬的製作過程。 親手體驗紅豆醬曲製作。 品嘗當地農家製作的紅豆醬湯與紅豆清鞠醬料理。 親手體驗蓮葉酒製作。 品嘗當地農家製作完成的蓮葉酒，並搭配蓮葉包肉、茶點等下酒菜。 品嘗由廚師使用紅豆醬製作的料理。 | 吳世德   |
| 3    | 2018年9月21日  | Tony An                    | 大米 土雞/土雞蛋 甘紅露            | （延續前集）李敬揆開發用紅豆醬搭配泡麵食用。 學習大米的知識。 品嘗當地農家煮的大米飯。 品嘗當地農家飼養雞隻剛下的土雞蛋。 品嘗當地農家製作的甘紅露。 四人受沈英順老師指導製作料理。                           | 不適用   |
| 4    | 2018年9月28日  | 朴世莉                     | 用青鱗魚醃的泡菜 山韭菜 艾蒿       | | 王陸成   |
| 5    | 2018年10月5日  | 洪真英                     | 半矮桿小麥 真醬 中醬油 清醬 岩衣藻 | | 金有雅   |
| 6    | 2018年10月12日 | HAHA                       | 紅亮魚 岩石藻 刺鰩                 | | 柳賢秀   |
| 7    | 2018年10月19日 | 多賢、定延（TWICE） 李華英 | 岩牡蠣 鮁魚、黃花魚 米釀、麥芽甜酒 | | 申東民   |
| 8    | 2018年10月26日 | 雪炫（AOA）、 Gray         | 小鮑魚 用青豆做的大醬 黑牛 干豆腐  | | 崔賢錫   |

## 收視率
以下紀錄《有品味地吃吧》節目收視，紅色表示為該季度最高收視率，藍色則表示為該季度最低收視率。
| 集數 | 播出日期   | AGB尼爾森       | AGB尼爾森     | AGB尼爾森 | AGB尼爾森 | TNmS收視率      |
| 集數 | 播出日期   | 收視率          | 收視率        | 排行      | 排行      | TNmS收視率      |
| 集數 | 播出日期   | 大韓民國 (全國) | 首爾 (首都圈) | 所有節目  | 綜藝節目  | 大韓民國 (全國) |
| ---- | ---------- | --------------- | ------------- | --------- | --------- | --------------- |
| 1    | 2018/09/07 |                 |               |           |           |                 |

## 備註與參考資料

### 備註
1. ↑  忠南禮山，只剩10人守護。
2. ↑  全韓國僅甲誼島島上有生產。
3. ↑  忠南洪城才有，目前全韓國僅剩大約160公斤的醬種。以紅豆做成醬曲，起因是韓國早期黃豆/大豆常因荒年而產量不多，所以僅能用常見的韓國本土長赤豆（紅豆的一種）製作。
4. ↑  只在牙山地區的住民才會製作，且最好的蓮葉酒會在三伏天製作。此酒又名「王的藥酒」，當時進貢給韓國的哲宗王。
5. ↑  品種為「紫光稻」。
6. ↑  酒的一種。為朝鮮三大名酒之一，製作過程中需將七種藥材發酵一年以上，且因其色香味而的此名；古代的王有喝過而聞名。
7. ↑  本來應該用鰳魚醃的泡菜，但鰳魚在韓國已經消失（找不到也買不到），原因為海溫上升導致鰳魚洄游區域變小，再加上漁具的進步（可一次大量捕撈）；目前僅剩日本產的鰳魚，但專家覺得不適合用來醃韓國泡菜。
8. ↑  米其林一星廚師，韓國津津飯店主廚。
9. ↑  又稱（韓國）土產大米。
10. ↑  韓國醬油中，味道最好。需釀造一整年，並發酵五年。
11. ↑  韓國醬油的一種。需釀造一整年，並發酵兩至三年。
12. ↑  韓國醬油中，用來製作乾淨料理的時候使用。需釀造一整年，並發酵一年。
13. ↑  原本韓國西南海域的沿岸均有，但因為海域汙染及無差別採集，導致目前僅剩全羅南道珍島漁家知道位置，需搭船至遙遠清潔的海域才有；售價為一公斤15萬韓元。
14. ↑  韓國梨泰院泰國餐廳主廚，泰國王室料理學院結業，並有泰國官方認可及負責官方料理媒體採訪及官方進行之料理節目。
15. ↑  只有在韓國岩泰島附近島嶼才有，通常做成涼粉食用。
16. ↑  韓食專家。
17. ↑  是女團宇宙少女成員多榮的姨媽。於本次任務地點（濟州特別自治道楸子島）擔任海女。
18. ↑  韓國清潭洞《繡民花Mico》（슈밍화미코）分子料理西餐廳與3家日式料理的主廚。有19年廚師經驗，東京廚師專門學校畢業 。
19. ↑  與第七集連續錄影，因此有拍晚上住宿在濟州島K渡假村的點滴（包含濟州正宗黑豬肉五花肉、隔天生魚片早餐店的早餐等）。

## 外部連結
- 官方網站 （页面存档备份，存于）